# Historia de la ciencia y la tecnología en el Reino Unido

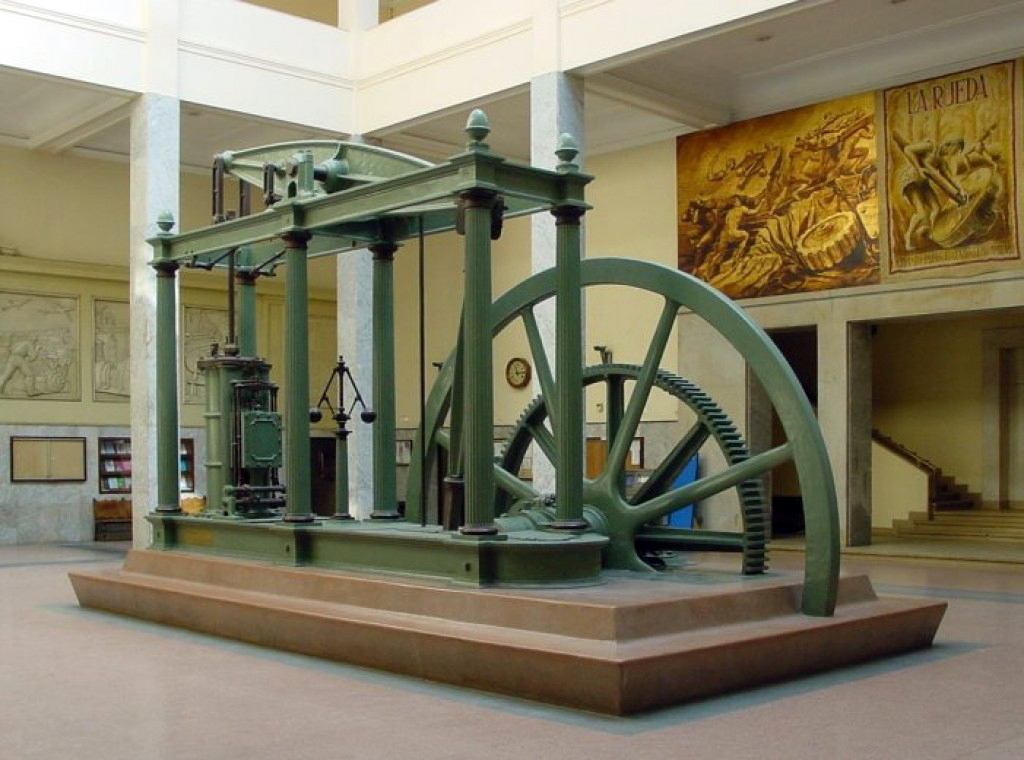
Una de las máquinas de vapor de Watt, que proporcionaron la fuerza motriz de la Revolución industrial y convirtieron al Reino Unido en la primera nación industrializada del mundo.

La historia de la ciencia y la tecnología en el Reino Unido es el campo de estudio de la historia de la ciencia y de la tecnología centrado espacialmente en el Reino Unido. Es considerado uno de los campos más relevantes debido a la posición de liderazgo científico y económico que el Reino Unido ocupó durante la revolución científica del siglo XVII y la industrial entre los siglos XVIII y XX.

## Precedentes, instituciones científicas e impacto de la producción científica
Tras las destacadas individualidades medievales y renacentistas (Alcuino de York, Escoto Erígena, Anselmo de Canterbury, Roger Bacon, Duns Escoto, Guillermo de Ockham, Tomás Moro), que pueden considerarse en cierta manera precedentes lejanos; en el Reino Unido del siglo XVII se iniciaron la moderna filosofía de la ciencia y el método científico (Francis Bacon, Novum organum, 1620) y se fundó una de las primeras instituciones científicas modernas, la Royal Society (1660), que desde 1665 mantiene la primera publicación científica (Philosophical Transactions). El Real Observatorio de Greenwich (1675) se convirtió en la referencia mundial en 1884 (fundamentalmente por el dominio británico en la navegación y la precisión de sus mapas -desde 1737 la Marina Británica usaba cronómetros estables, como el de John Harrison, para la determinación de la latitud). El país fue pionero en la fundación de bibliotecas y museos públicos (British Museum, 1753).
Las universidades británicas, encabezadas por las tradicionales de Oxford y Cambridge, han mantenido una posición de liderazgo intelectual. La I+D es muy importante en las universidades del Reino Unido, muchas de las cuales han creado parques científicos para facilitar la producción y cooperación con la industria. En 2007 el Reino Unido era el séptimo país del mundo en patentes registradas; pero su producción científica era mucho mayor: entre 2004 y 2008 el produjo el 7% de los artículos investigación científica de todo el mundo y alcanzó el 8% de las citas científicas (puestos segundo y tercero, tras Estados Unidos y China, y Estados Unidos respectivamente). Las revistas científicas británicas más destacadas son Nature, British Medical Journal y The Lancet.

## Ciencias de la naturaleza

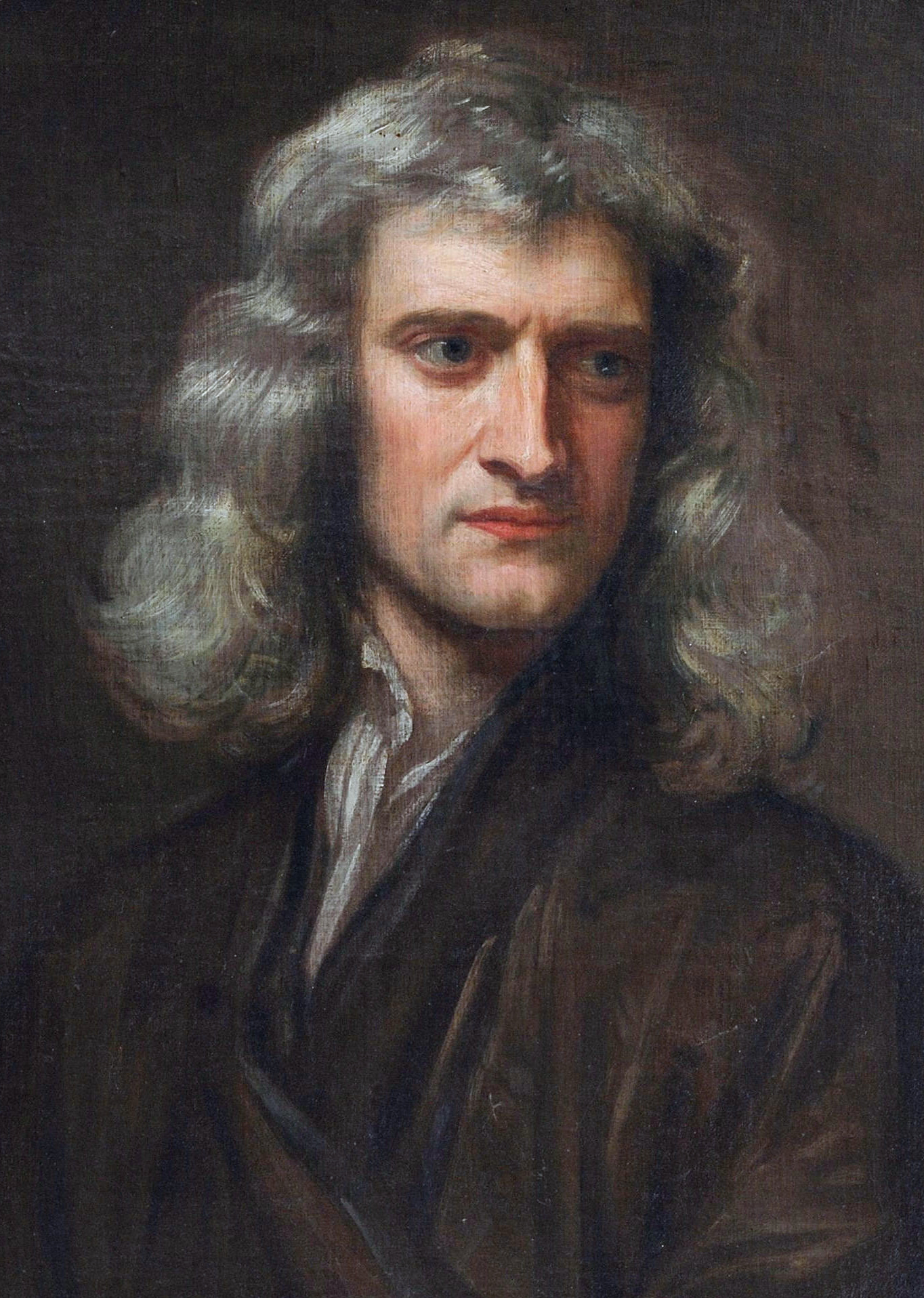
Isaac Newton (1643–1727), fundador de las modernas física y matemática.

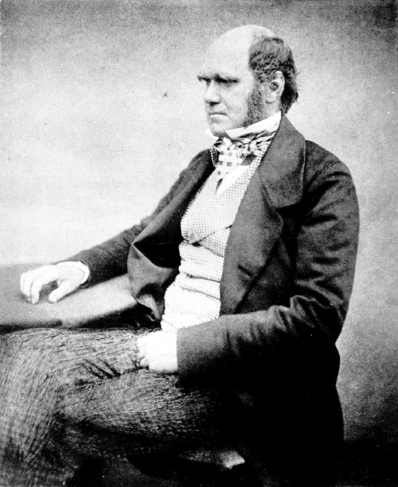
Charles Darwin (1809–82), con su teoría de la evolución por selección natural fundó las modernas ciencias biológicas.

En las ciencias naturales, las teorías de Isaac Newton sobre la gravitación universal (Principia, 1687) y de Charles Darwin sobre la evolución (On the Origin of Species, 1859; The descent of man, 1871), desarrolladas en paralelo a las investigaciones de Alfred Russel Wallace, representaron cambios de paradigma fundamentales en la física y la biología, respectivamente. Trascendental importancia tuvieron también las investigaciones de Charles Lyell en geología, Richard Owen en paleontología, Henry Cavendish o Joseph Priestley en el desarrollo inicial de la química (descubrieron el hidrógeno y el oxígeno, respectivamente), o de Maxwell y Lord Kelvin (en teoría electromagnética y termodinámica). En el siglo XX, entre otros muchos campos de investigación, se desarrolló la primera síntesis significativa de la mecánica cuántica con la relatividad especial (ecuación de Dirac, Paul Dirac, 1928); y fueron decisivos los descubrimientos de los antibióticos (Alexander Fleming) y la estructura del ADN (Francis Crick, junto con el estadounidense Watson -la intervención de la biofísico británica Rosalind Franklin ha sido revalorizada posteriormente-). En la actualidad, figuras como Stephen Hawking y Peter Higgs han realizado contribuciones decisivas a la cosmología y física de partículas, respectivamente.

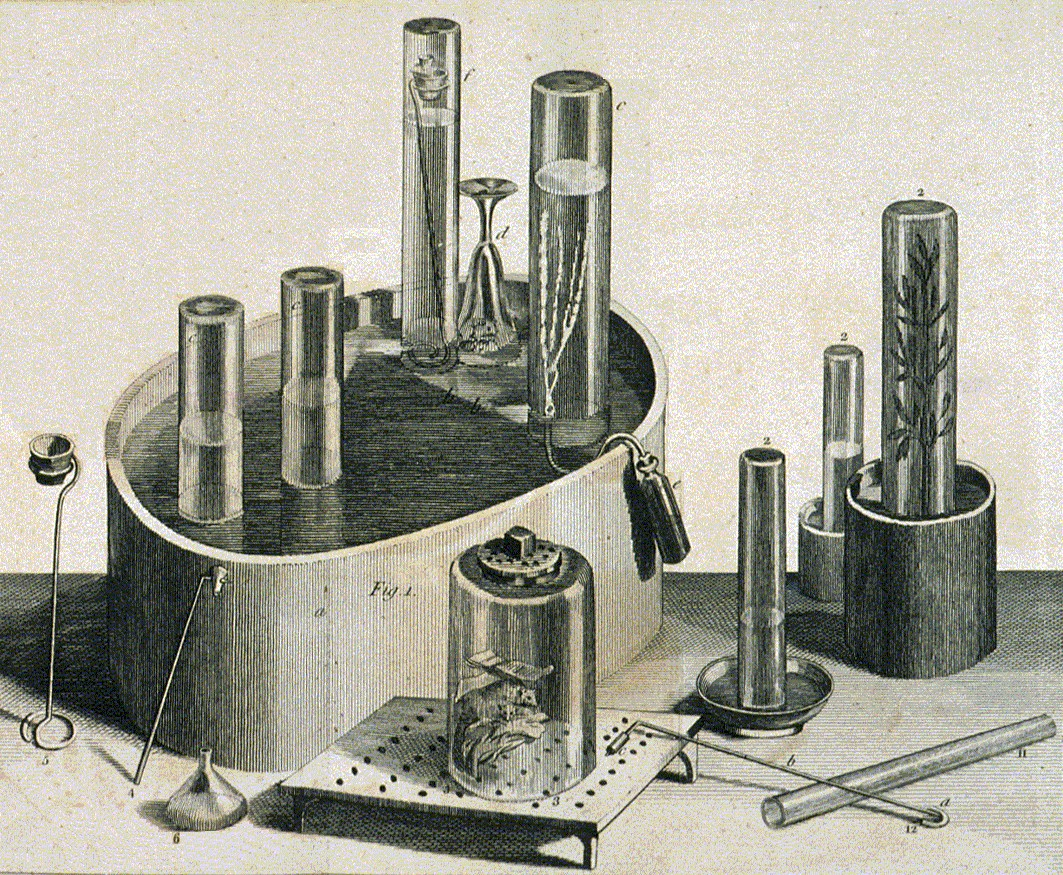
Instrumental de los experimentos de Joseph Priestley.
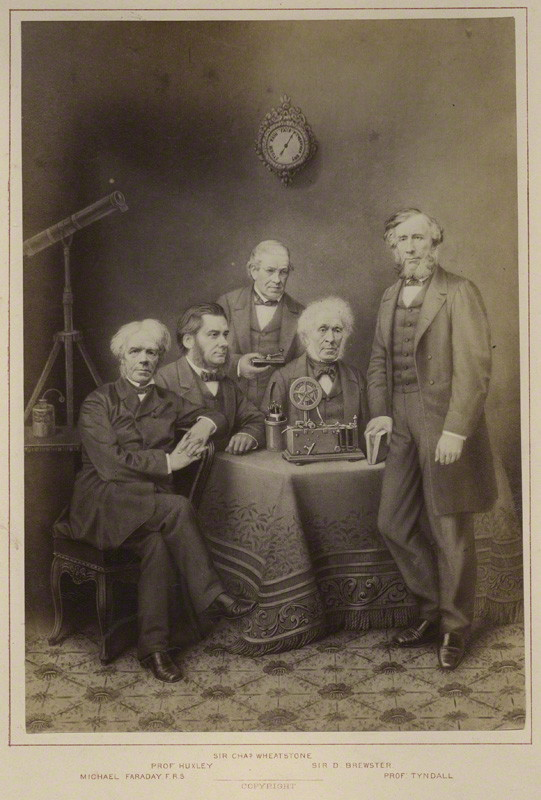
Michael Faraday, Thomas Henry Huxley, Charles Wheatstone, David Brewster y John Tyndall.
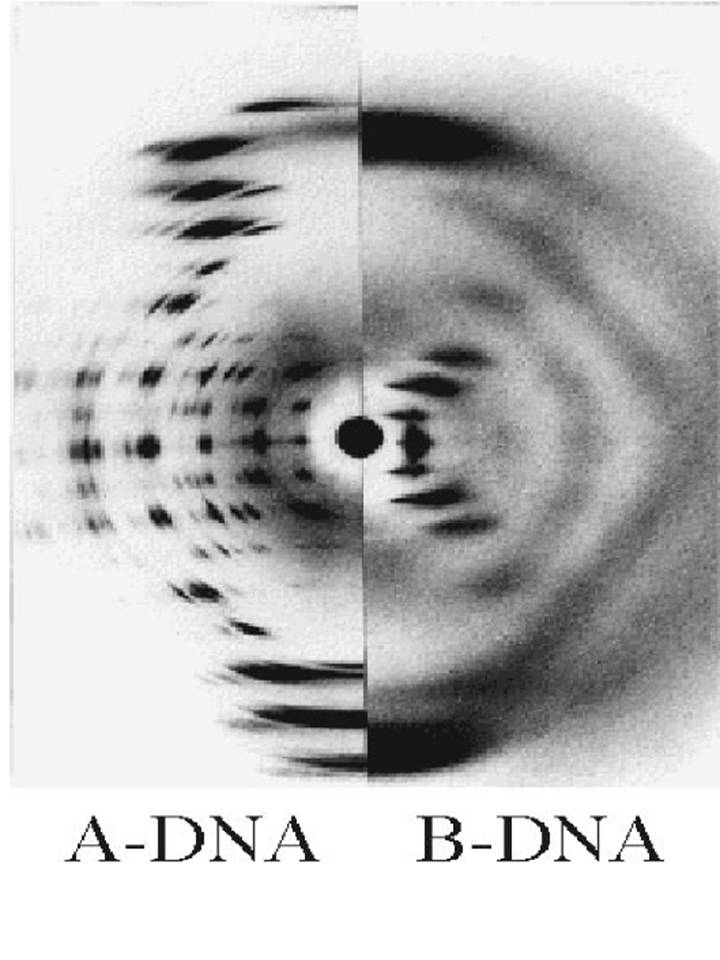
Radiografías de difracción del ADN, tema del estudio de Rosalind Franklin que llevó a los resultados de Watson y Crick.
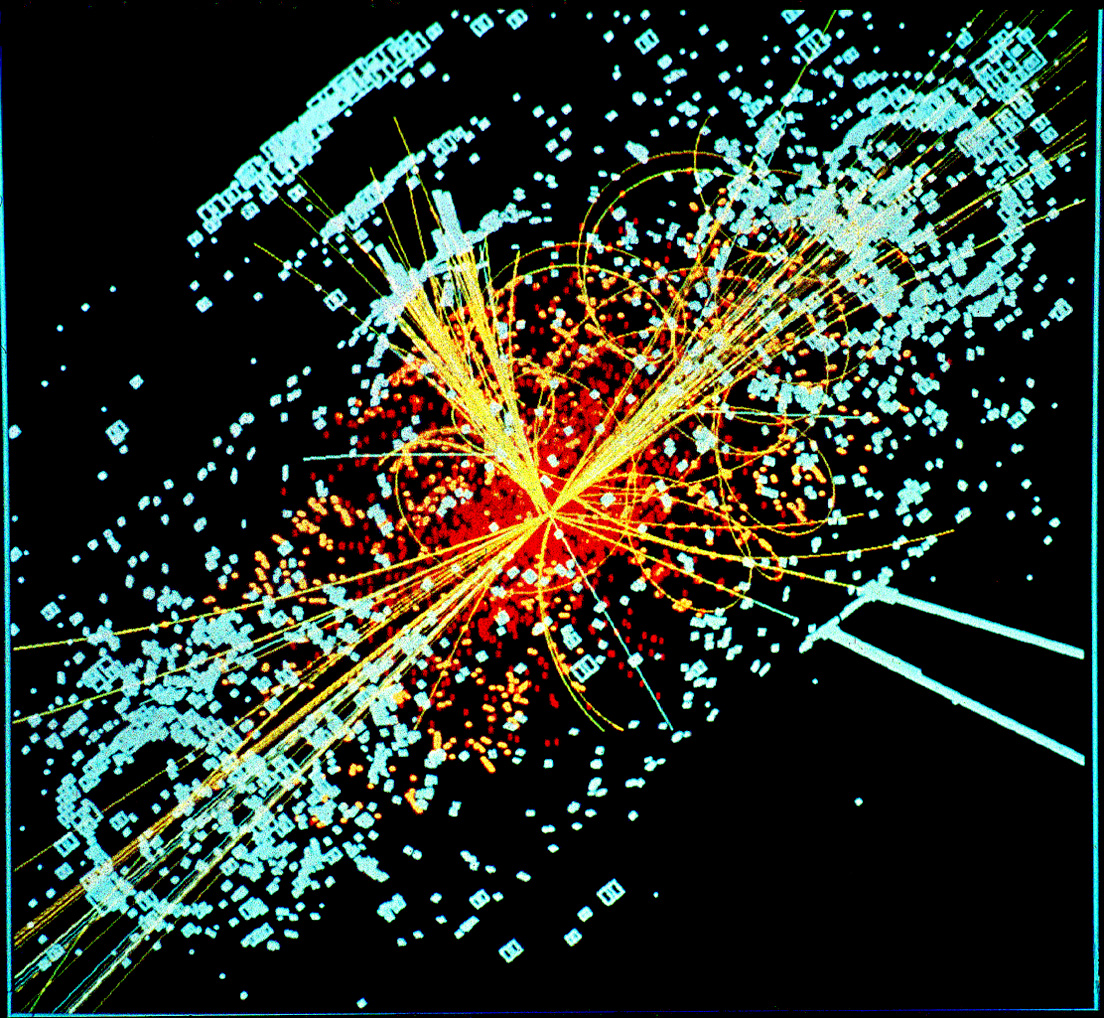
Simulación de la generación de un bosón de Higgs.

## Ciencias sociales, lógica y computación

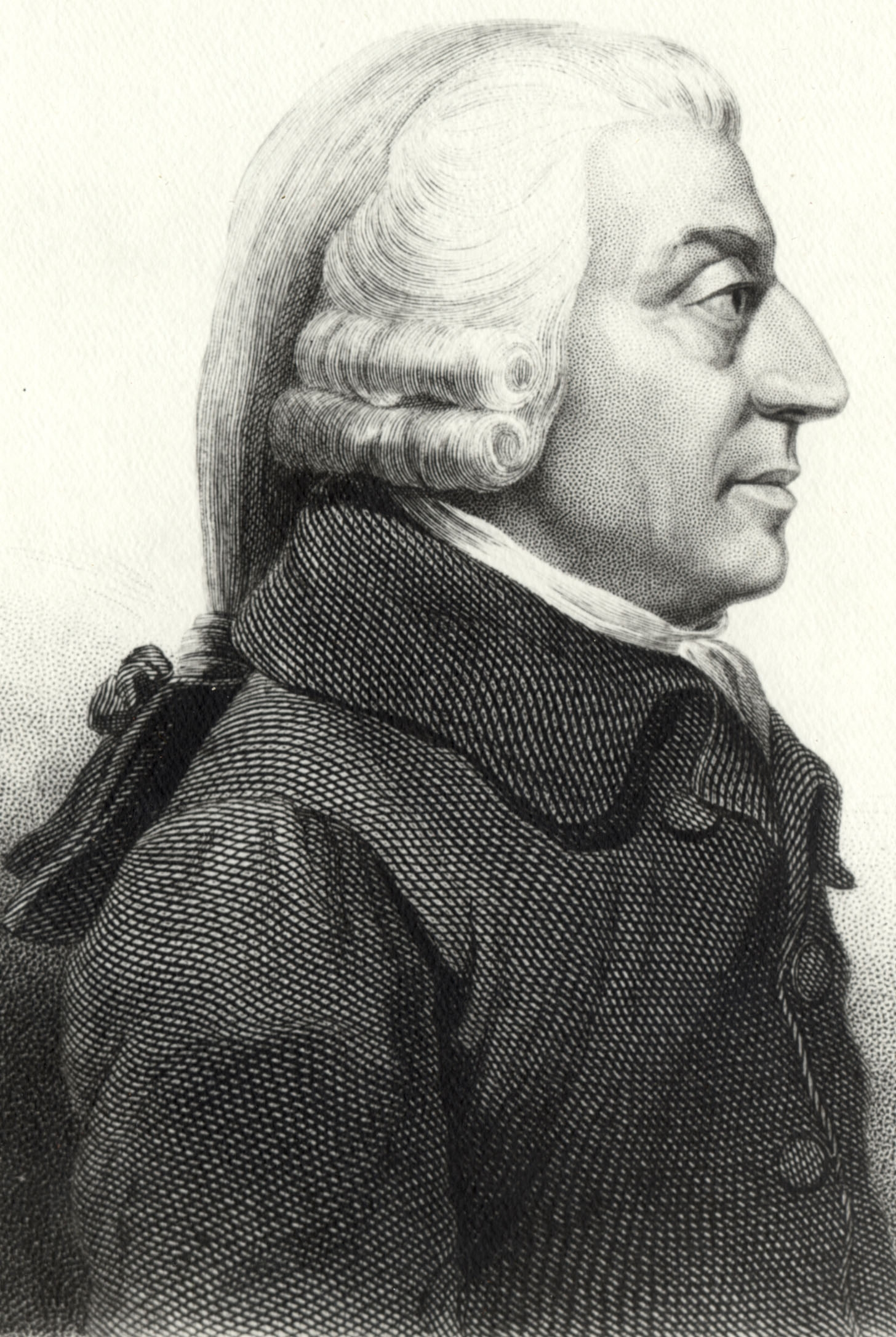
Adam Smith (1723-1790), fundador de la ciencia económica.

Simultánamente a las revoluciones científica e industrial, los pensadores británicos, caracterizados por el empirismo, desarrollaron las ciencias sociales modernas, tanto en la historia de las ideas políticas (Thomas Hobbes -Leviathan, 1651, John Locke -Two treatises of government, 1689-, Thomas Paine, Edmund Burke, William Godwin, Mary Wollstonecraft, Jeremy Bentham, John Stuart Mill) como en la de las económicas (Adam Smith, The wealth of nations, 1776, Thomas Malthus -An Essay on the Principle of Population, 1798, David Ricardo, On the Principles of Political Economy and Taxation, 1817, William Stanley Jevons, Alfred Marshall) o en la antropología (James George Frazer, Bronisław Malinowski). La historiografía británica produjo figuras como Gibbon, Lord Acton, John B. Bury, Collingwood y, ya en el siglo XX, Runciman, Toynbee, y el grupo en torno a la revista Past and Present (Eric Hobsbawm, E. P. Thompson, etc.) Destaca el papel de instituciones como la London School of Economics (que ha venido reuniendo a científicos sociales procedentes de todo el mundo, de la talla de Karl Popper, Friedrich von Hayek, Imre Lakatos o Amartya Sen).

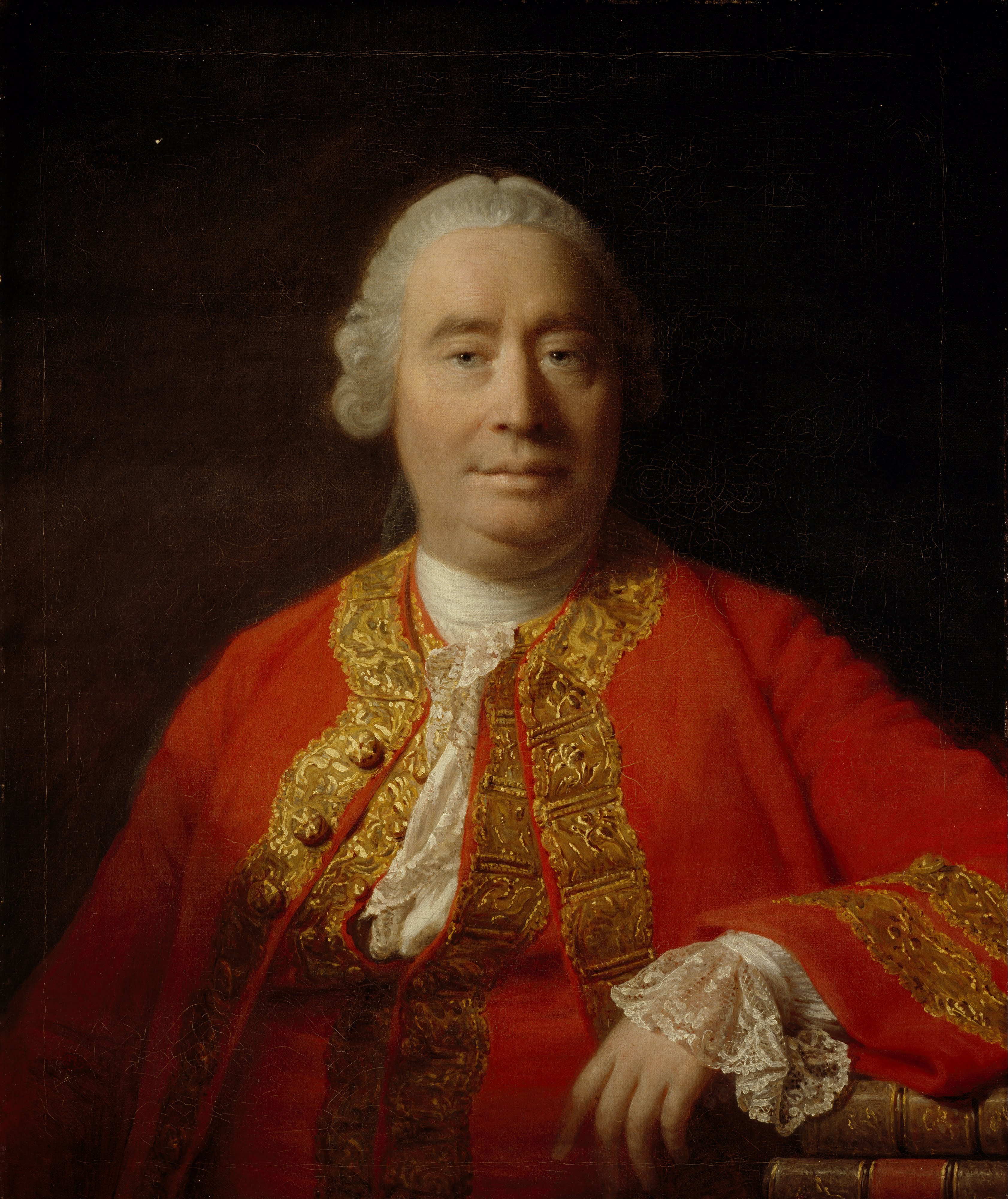
David Hume.
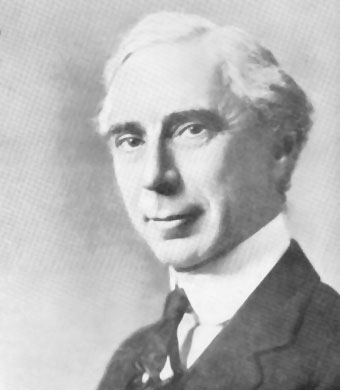
Bertrand Russell.
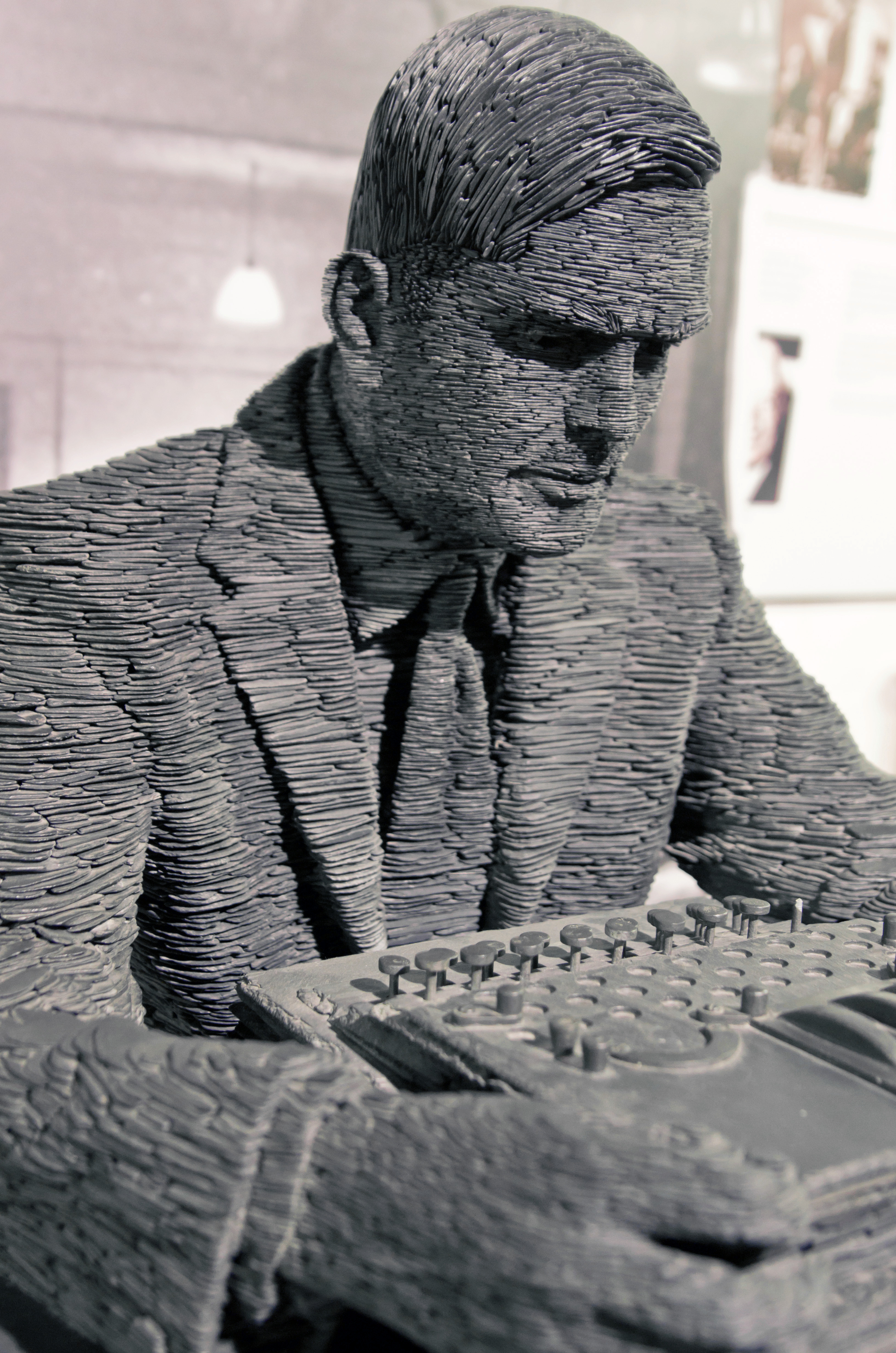
Alan Turing.

Algunas destacadas figuras realizaron ambiciosos esfuerzos intelectuales por dar una respuesta teórica definitiva en sus campos, como David Hume (A Treatise of Human Nature, 1739 -pretendía fundar una totalizadora "ciencia del hombre" examinando las bases psicológicas de la naturaleza humana-) o Bertrand Russell y Alfred North Whitehead (Principia mathematica, 1910-1913 -pretendían establecer las bases de un pensamiento lógico-matemático que entendían como completo e irrebatible-). George Edward Moore desarrolló el realismo filosófico, y A. J. Ayer el positivismo lógico del Círculo de Viena. Por otro lado, la aplicación de la lógica a la computación, que ya habían previsto Charles Babbage y Ada Lovelace, es en gran medida responsabilidad de Alan Turing y la guerra criptográfica durante la Segunda Guerra Mundial.

## Ciencia de la construcción
Inglaterra tuvo un rol muy importante a mediados del siglo XVIII, ya que fue el escenario de grandes cambios a partir de la Revolución Industrial.
En ese entonces, los sistemas constructivos fueron adaptándose a las nuevas necesidades de la época, donde se desarrollaron especializaciones que dieron lugar a estos cambios. Los progresos en el estudio de la construcción permitieron la incorporación de nuevos materiales, que serían utilizados de una forma más conveniente, a partir del estudio de sus resistencias y la implementación de maquinaria dentro del campo arquitectónico. A los materiales tradicionales utilizados para la construcción (como madera, piedra y ladrillos) se les incorpora el hierro colado, el vidrio y, más tarde, el cemento, los cuales son los que caracterizan a la arquitectura industrial.
Debido al aumento de la población y la gran emigración, surgieron cambios a nivel urbano, como el ensanche de los caminos, canales más profundos, y la ampliación de vías por agua y tierra. El desarrollo de la ciudad requiere instalaciones cada vez más grandes, donde las funciones públicas adquieren un rol preponderante: se crean nuevas fábricas, depósitos y puertos. 

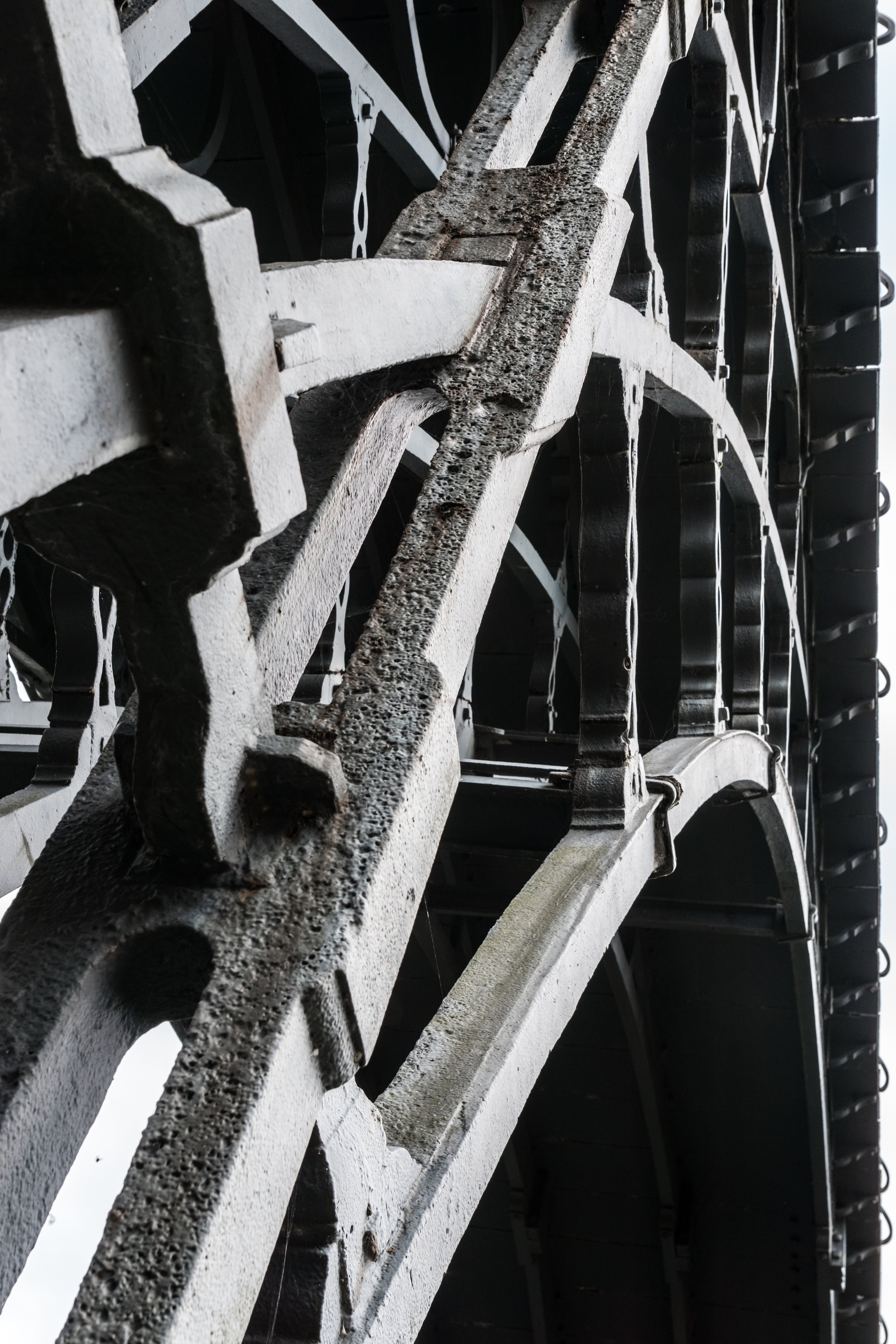
Iron Bridge o puente de Hierro sobre el Severn en Coalbrookdale (Inglaterra, 1 de enero de 1781)

"“La aspiración de los arquitectos a verificar los límites de empleo de los materiales y sistemas tradicionales de construcción, estimulan distintas investigaciones experimentales”

## Invenciones y aplicaciones técnicas. Divulgación científica

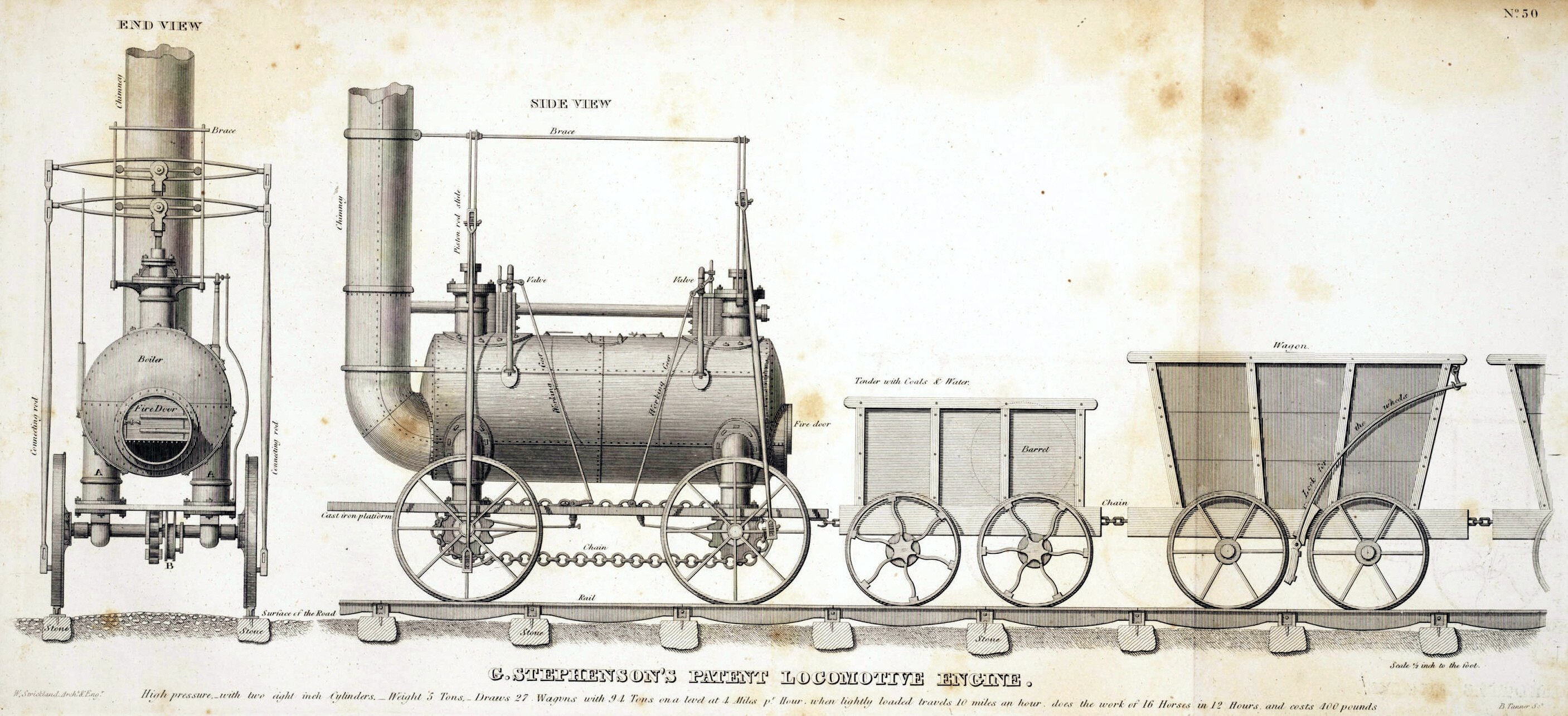
Patente de la locomotora de Stephenson, 1826.

Entre las principales invenciones y aplicaciones técnicas desarrolladas en el Reino Unido están la máquina de vapor de James Watt y las sucesivas máquinas y diseños fabriles de la revolución textil (John Kay, James Hargreaves, Richard Arkwright, Samuel Crompton, Edmund Cartwright) y de los transportes (George Stephenson, Richard Trevithick, Andrew Vivian, Isambard Kingdom Brunel), la concepción de la aerodinámica por George Cayley (que permitió el posterior desarrollo de la aeronáutica), la dinamo y el motor eléctrico de Faraday, que permitieron el uso viable de la electricidad en la tecnología, otros desarrollos de la electricidad, el turborreactor (termorreactor o motor de reacción) de Frank Whittle, el hovercraft de Christopher Cockerell; y logros técnicos trascendentales de la segunda mitad del siglo XX, como la primera central nuclear comercial (Calder Hall, 1956) y la World Wide Web a la que contribuyó decisivamente Tim Berners-Lee.
Además de los primeros desarrollos de sistemas de televisión de John Logie Baird, en el Reino Unido destacó la fundación en 1922 de la BBC, referente desde entonces en la radiodifusión y desde 1936 también en la televisión. Estrechamente vinculado a ella, David Attenborough ha tenido un destacado papel en la divulgación científica, como también el polemista pro-evolucionismo Richard Dawkins.

## Industrias de tecnología punta

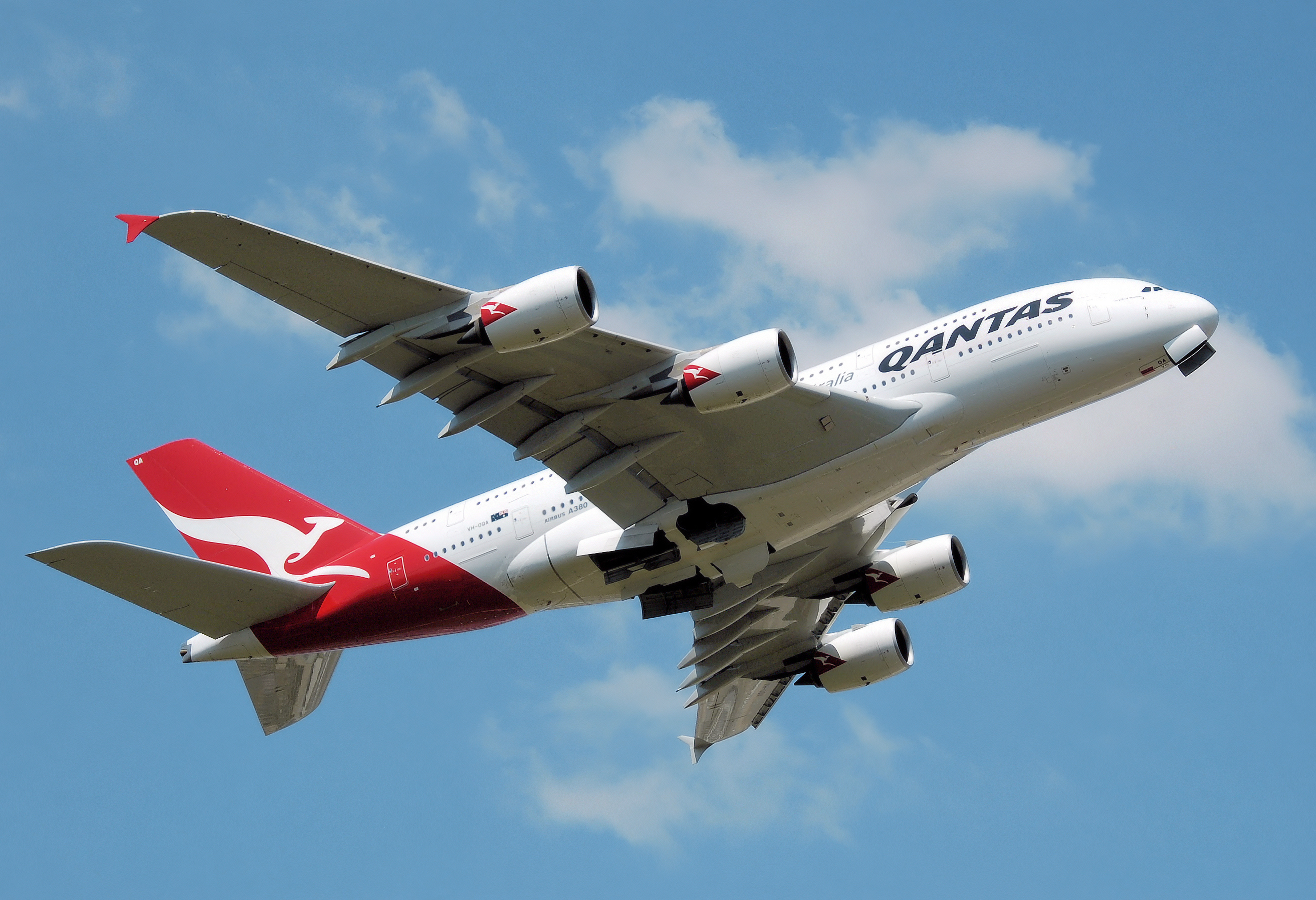
Airbus A380. Alas y motores se fabrican en el Reino Unido.

El Reino Unido es líder en industria aeroespacial, con empresas como Rolls-Royce. BAE Systems es el mayor suministrador de defensa del Reino Unido y el sexto de los Estados Unidos. GKN y otras grandes compañías británicas son los principales suministradores del proyecto Airbus. GlaxoSmithKline y AstraZeneca estaban entre las cinco primeras farmacéuticas del mundo por ventas en 2009. Compañías británicas han descubierto y desarrollado más medicinas "líderes"¿? que las de cualquier otro país, a excepción de las de Estados Unidos. El Reino Unido sigue siendo un centro importante en el diseño y producción automovilísticos, especialmente en motores; con cerca de 2,600 empresas de componentes de automóvil.